# Mick Barnard
Mick Barnard era un guitarrista en el grupo Farm, que fue llamado para entrar en el grupo en Genesis para sustituir a Anthony Phillips cuando este dejó el grupo en 1970. Barnard estuvo en la banda desde septiembre de 1970 hasta diciembre de 1970. Su paso no funcionó y abandonó el grupo rápidamente. Tras su partida Steve Hackett entró a formar parte de la banda, completando el quinteto clásico y más exitoso de su historia.
Es posible que Barnard haya compuesto algunas partes de guitarra en canciones que fueron más tarde grabadas por Hackett, como "The Musical Box" o "Twilight Alehouse" (aunque la mayoría de las partes de guitarra son de Hackett o de alguno de los otros miembros del grupo). Hasta el lanzamiento del álbum A Trick of the Tail, los créditos en las canciones correspondían a todo el grupo como algo colectivo, no como individualidades, por lo que su nombre nunca apareció en los créditos.
Según una entrevista realizada a Tony Banks en 1982, afirma que Mick compuso algunas partes de guitarra para "The Musical Box", contradiciendo otras versiones que dicen que fueron compuestas cuando Phillips aún se encontraba en el grupo.
Barnard apareció con la banda en una de las primeras actuaciones televisadas, en el programa Disco 2. Se grabó el 14 de noviembre de 1970.[6]:214 Gabriel cantaba en directo, pero todos los instrumentalistas (incluido Barnard) hicieron playback sobre las grabaciones[6]:201 El metraje se encuentra desaparecido.[6]:201, 214
En el libro de Armando Gallo se puede encontrar un poco más de información: "Mick Barnard era un guitarrista de una banda de la ciudad de Aylesbury, llamada Farm, quien fue recomendado a Genesis por David Stopps del Friar's Club. Los miembros del grupo estaban buscando ampliar nuevamente su sonido, por lo que siguieron su consejo e incorporaron a Barnard al grupo. A los dos meses de permanencia en el grupo, comenzó a encajar y la música comenzaba a tomar su rumbo, de tal forma que incluyeron dos canciones nuevas en su repertorio: The Musical Box y Twilight Alehouse. Sin embargo, aunque mejoraba, Barnard no tenía el mismo nivel de experiencia musical que sus colegas, y esa experiencia había crecido después de una intensa actividad en el año anterior. Aunque Barnard era un músico capaz y podría haber encajado en Genesis doce meses antes, cuando la banda aún no era tan exigente, ahora estaban un escalón más arriba y entonces el grupo sintió que era un miembro temporal."
En el libro que escribió Mike Rutherford en 2014 llamado "The living years", habla someramente del paso de Barnard por la banda. Cuenta la anécdota de que Barnard iba a los conciertos que tenía con el grupo en su propio coche desde su localidad (Princes Risborough), lo dejaba en un punto intermedio del trayecto (que solía ser una gasolinera) y después iba en el vehículo de la banda con el resto de miembros. En una noche lluviosa y fría, al volver al sitio donde había aparcado el coche, Barnard les pidió que lo esperasen hasta que comprobaran que su coche arrancaba porque había tenido algún problema mecánico anteriormente. Antes de que Barnard llegara al coche, emprendieron la marcha sin hacer caso de lo que les había pedido. El coche no arrancó finalmente pero el resto del grupo estaba a un kilómetro dejándolo tirado toda la noche.
Según reconoce el propio Rutherford, "fuimos muy malos con él porque sentíamos que no era el indicado para nosotros pero me siento culpable por lo de aquella noche ahora mismo".